# Dariusz Kowaluk
Dariusz Kowaluk (født 16. april 1996) er en polsk sprinter med speciale i 400 meter.
Han vandt en sølvmedalje i 4x400 meter stafet ved 2017 European U23 Championships samt guldmedalje i den blandede 4x400 meter stafet ved de olympiske sommerlege 2020.